# Alonso Abad
Francisco Alonso de Abad (San Román de la Cuba, Palencia, siglo XVIII - Santa Rosa de Ocopa, Virreinato del Perú, 16 de abril de 1788) fue un misionero español de la Orden Franciscana destinado al Convento de Ocopa. La mayor parte de su vida la paso en las tierras de la amazonía peruana donde convivió con los pueblos amerindios.

## Biografía
Natural de San Román de la Cuba, provincia de Palencia, fue un fraile franciscano de la diócesis de León. En 1754, proveniente de Ucayali, fue destinado al convento de Santa Rosa de Ocopa con el propósito de evangelizar a los nativos amazónicos. Se estableció en San Antonio de Cuchero, y navegando por el río Monzón, hizo varias entradas en tierras de los panatahuas y cashibos. En 1757, emprendió una expedición por el río Tulumayo; descubre el boquerón que hoy en día lleva su nombre, el cual franquea la Cordillera Azul y que da ingreso a la Amazonía; y cuando cruzaba por el río Aguaytía es sorprendido por los nativos cashibos lo que lo obliga a regresar. Tras una larga estancia en las misiones de Cajamarquilla, volvió al convento de Santa Rosa de Ocopa en 1770. Su cuerpo reposa en la cripta de la iglesia del convento.